# Pol Turrents
Pol Turrents Alonso (Barcelona, 10 de julio de 1976), también conocido como Polispol o Policarpio, es un director de fotografía y streamer español. Es miembro de la Asociación Española de Autores de Obras Fotográficas Cinematográficas, de la asociación de operadores de cámara ACTV, de la Digital Cinema Society, de la Academia del Cine Catalán y de la Academia de las Artes y las Ciencias Cinematográficas de España. En el terreno cinematográfico, fue nominado a los premios Gaudí como director de fotografía por su trabajo en la película Xtrems.

## Carrera
Es administrador del blog "Director de fotografía" y administrador de la página de Facebook del mismo nombre, siendo una de las más seguidas en redes sociales vinculadas a la dirección de fotografía. En 2020, abrió un canal de Twitch, donde cuenta con más de un millón de seguidores. 
Con más de 100 spots en su haber, ha hecho la dirección de fotografía de campañas para, entre otros, Danone, Cola Cao, Phoskitos, Lladró, Subaru, Tosta Rica o La Caixa, para la que ha fotografiado numerosos trabajos. A raíz de su relación profesional con el músico Pep Sala en los largometrajes "Amor Col.lateral" y "Serie B", y vinculado a sus trabajos fotográficos, Pep Sala escribió el tema "Núvols de colors" inspirado en la figura de Pol Turrents. El videoclip del mismo tema fue dirigido por el mismo Pol Turrents.
El 1 de diciembre de 2022 ganó el premio For You Fest, otorgado por TikTok, en la categoría de "Creador de contenido gaming referente". Pol Turrents conoce y mantiene buenas relaciones con otros creadores de contenido famosos.

## Filmografía

### Como director de fotografía en largometrajes
- 2009 - Xtrems,[4] Dir. Joan Riedweg y Abel Folk (nominado a mejor dirección de fotografía en los premios Gaudí de la academia del cinema català)
- 2009 - Negro Buenos Aires,[5] Dir. Ramon Termens
- 2011 - Enxaneta,[6] Dir. Paulí Subirà
- 2012 - Serie B,[7] Dir. Richard Vogue
- 2012 - Amor col.lateral,[8][9] Dir. Jordi Roigé
- 2012 - Desclassificats,[10] Dir. Joan Riedweg y Abel Folk
- 2015 - Res no tornarà a ser com abans, Dir. Carol López
- 2018 - Histeria de Catalunya, Dir. Kikol Grau
- 2019 - El crédito,[11] Dir. Joan Riedweg y Abel Folk
- 2020 - Venus,[12][13] Dir. Victor Conde

### Videoclips como director de fotografía
- «Nomès ho faig per tu» de Pep Sala y Adrià Puntí
- «Sugarwood» de Gisela
- «Antonio Orozco en el liceu»
- «La primavera» de Estopa
- «Hijo de la luz y de la sombra» de Joan Manuel Serrat
- «Tu que quieres que yo le haga» de Andy y Lucas
- «Una vida por delante» de Nach
- «No habrá segunda parte» de Flavio Rodríguez
- «Bondad o Malicia» de Falsalarma
- «Malacara» de Els pets
- «Pilar» de Gossos
- «Nits de tempesta» de Pep Sala
- «A mi no em cal» de Pep Sala
- «Filigranes en stereo» de Pep Sala
- «De mi mateix» de Pep Sala

## Otros proyectos

### Innovación
- Coordinación y supervisión de la transición de 4:3 a 16:9 para Aragón TV y TV3.
- Supervisión de la transición a HD de las series de mediodía de TV3.
- Dirección técnica y supervisión de las primeras emisiones en 3D estereoscopico de TV3.
- Dirección de fotografía y supervisión de la primera emisión en 4K de Radio televisión española, junto con Sony.
- Consultor y supervisión de la creación del Digital Motion Picture Center de Sony en Pinewood Studios.
- Director técnico del film "Salvador Puig Antich", dirigido por Manel Huerga, primer film rodado en formato digital anamórfico en Europa.
- Supervisión y consultoria del pabellón de España de la Expo de Zaragoza consistente en un cine esférico de 12 metros.
- Colaborador habitual en los proyectos de I+D de la productora Glassworks.

### Estereoscopia (3D)
Con amplia experiencia en rodajes 3D, su formación ha sido en los trainings oficiales de Sony en su central europea en Basingstoke y desarrollado posteriormente en el 3D Technology Center de Sony Pictures en Los Ángeles, California. Ha dado trainings de estereoscopia tanto para Sony, como para TV3.
En el terreno de la estereoscopia destacan los siguientes trabajos:
- Coordinación técnica de 3D5, concierto de Violadores del verso en Zaragoza, realizado por Paulí Subirà.[15]
- Dirección técnica de Llits 3D, grabación en 3D de la obra de teatro producida por el TNC, realizada por Paulí Subirà.[16][17]
- Dirección técnica de la Demo-Reel de 3D de TV3, realizada por Paulí Subirà.
- Dirección técnica de la producción televisiva del musical Geronimo Stilton, al regne de la fantasía 3D, realizado por Paulí Subirà.[18]
- Dirección técnica del lipdub "Porrera en moviment" en 3D.

### Otros trabajos
- Iluminación de la obra de teatro "Y no quedará ninguno" en el Teatre Apolo de Barcelona, dirigida por Ricard Reguant.[19]
- Formador de cinematografía digital y/o estereoscopia en Sony, ESCAC, Panasonic, Centro de tecnologías avanzadas de Aragón, TV3, Aragón TV y Televisión de Galicia.
- Articulista de temas relacionados con la cinematografía digital para Videopopular, Cameraman, Shooting, Producción profesional.
- Tests de cámaras y DVD promocionales para Sony y Panasonic.
- Fotógrafo de carteles de obras de teatro y películas.

### Primeros trabajos
- Técnico de HD, Operador de cámara en el largometraje Salvador (Puig Antich).[20]
- Técnico de HD en el largometraje Cómo mariposas en la luz.[21]
- Operador de imagen en TV3 en el periodo 1999-2003.
- Técnico de vídeo en Mediapark en el periodo 1997-1999.
- Realizador en Clot televisió (Btv) en el periodo 1992-1998.